# Juwenal Boczkowski
Juwenal Boczkowski herbu Gozdawa (ur. 13 czerwca 1805 w Lubszy, zm. 31 marca 1881 w Krakowie) – poseł do Sejmu Krajowego Galicji I i II kadencji, adiunkt c.k. Prokuratorii Skarbu z Krakowa.
Doktor praw Uniwersytetu Lwowskiego. W 1845 nawiązał współpracę z Edwardem Dembowskim w komitecie mającym przygotować udział szlachty w powstaniu pracował wówczas jako adiunkt c.k Prokuratorii we Lwowie jako naczelnik Urzędu Skarbowego w Tarnowie. W czasie rzezi galicyjskiej wykorzystując mundur urzędnika austriackiego niósł pomoc ofiarom rzezi. W 1848 był oficerem Gwardii Narodowej we Lwowie. W 1861 Wybrany posłem do Sejmu Krajowego I kurii obwodu Rzeszów, z okręgu wyborczego Rzeszów. W Sejmie oskarżył posła Joachima Chomińskiego kwestionując jego wybór. W 1867 wybrany ponownie posłem tym razem z I kurii z obwodu krakowskiego. W II kadencji był przewodniczącym komisji petycji w Sejmie oraz od 1867 zasiadał w Wydziale Krajowym.
Był szwagrem Karola Langiego, bratem Ludwika (ur. 1800) kanonika, w latach 1851-1882 proboszcza w Przeworsku. Pochowany na cmentarzu Rakowickim (kwatera IIa-zach.).

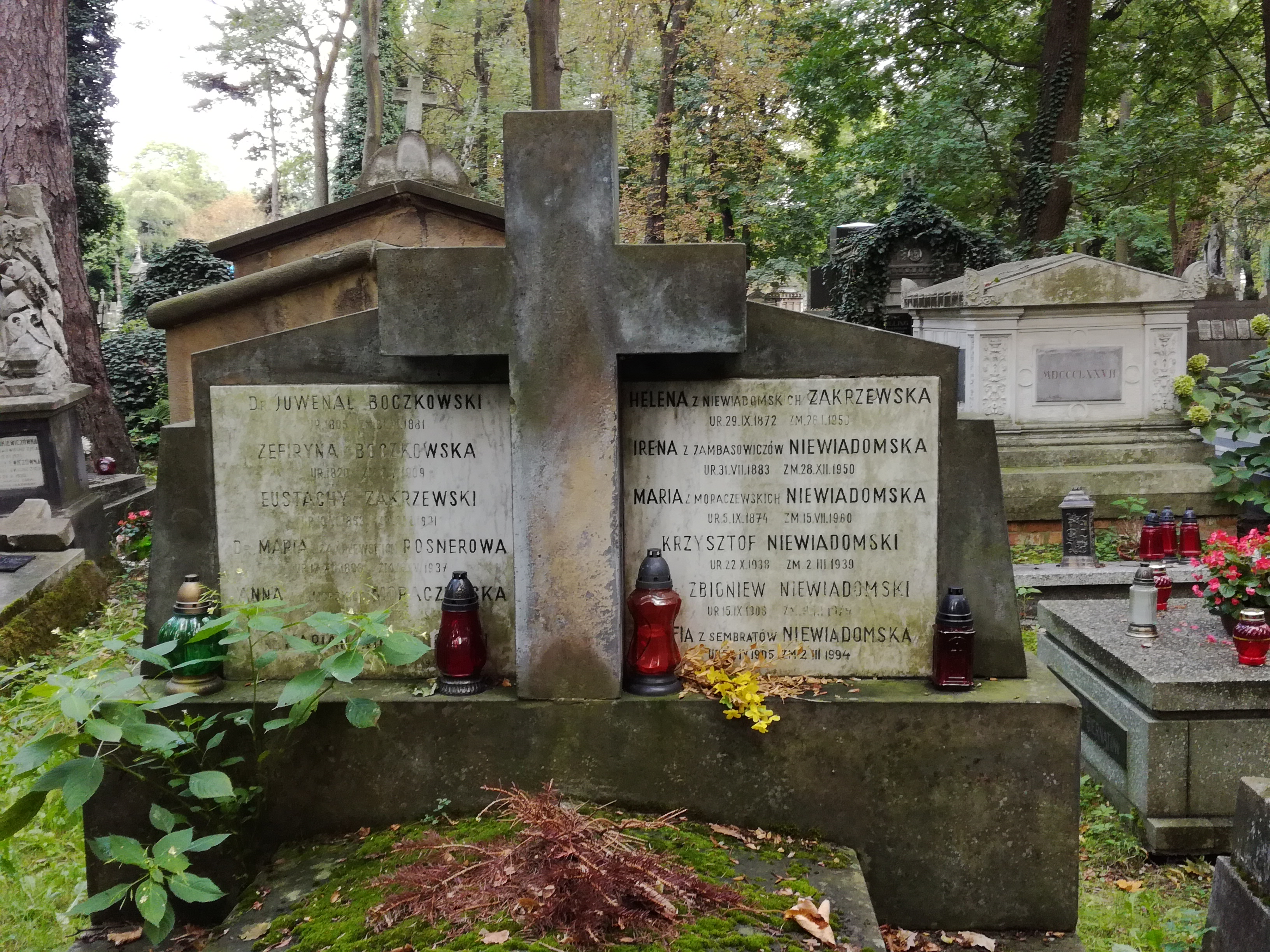
Grób Juwenala Boczkowskiego na cmentarzu Rakowickim